# Orvix
Orvix — российская IT-компания, специализирующаяся на заказной разработке программного обеспечения и предоставлении полного цикла услуг. Основными регионами деятельности компании являются Россия и страны Восточная Европа.